# Waldemar Jocher
Waldemar Jocher (ur. 1970 w Prudniku) – polski poeta.

## Życiorys
Rodzina Jochera pochodzi ze Lwowa. Jednym z jego przodków był Adam Jocher, wykładowca Uniwersytetu Wileńskiego i autor jednej z pierwszych polskich bibliografii narodowych.
Jest laureatem Nagrody Poetyckiej im. Kazimiery Iłłakowiczówny 2010 za najlepszy debiut poetycki roku za tomik Reszta tamtego ciała. Laureat Nagrody Otoczaka 2015 za tom Przetrwalnik. Laureat projektów Biura Literackiego: „Poeci na nowy wiek 2009” oraz „Odsiecz 2013”. Jest animatorem i założycielem Grupy Inicjatyw Twórczych w Prudniku.

## Życie prywatne
Z wykształcenia jest ekonomistą. Mieszka w Prudniku, pracował w starostwie powiatowym, gdzie zajmował się promocją powiatu i przygotowaniem projektów unijnych.
Wszedł w skład komitetu wspierającego kandydaturę Karola Nawrockiego na prezydenta w wyborach w 2025.

## Poezja
- Reszta tamtego ciała (ISBN 978-83-60949-68-9, Instytut Mikołowski, Mikołów 2009)
- Przetrwalnik (ISBN 978-83-933358-8-6, Hub Wydawniczy Rozdzielczość Chleba, Kraków 2015)
- Incipit (ISBN 978-83-65250-36-0, Instytut Mikołowski, Mikołów 2017)
- Pieśni (do_)_widzenia, tomik wierszy wydany przez Stowarzyszenie Pisarzy Polskich Oddział w Łodzi – Dom Literatury w Łodzi, 2020[8]